# Ru de Rungis
Le ru de Rungis est un ruisseau des départements du Val-de-Marne, de l’Essonne et des Hauts-de-Seine en région Île-de-France qui prend sa source à Rungis et se jette en souterrain dans la Bièvre à Fresnes, donc un sous-affluent de la Seine. La plus grande partie de ce cours d'eau est enterrée, particulièrement dans le domaine du château de Montjean sous les déblais de construction autoroutière.

## Géographie

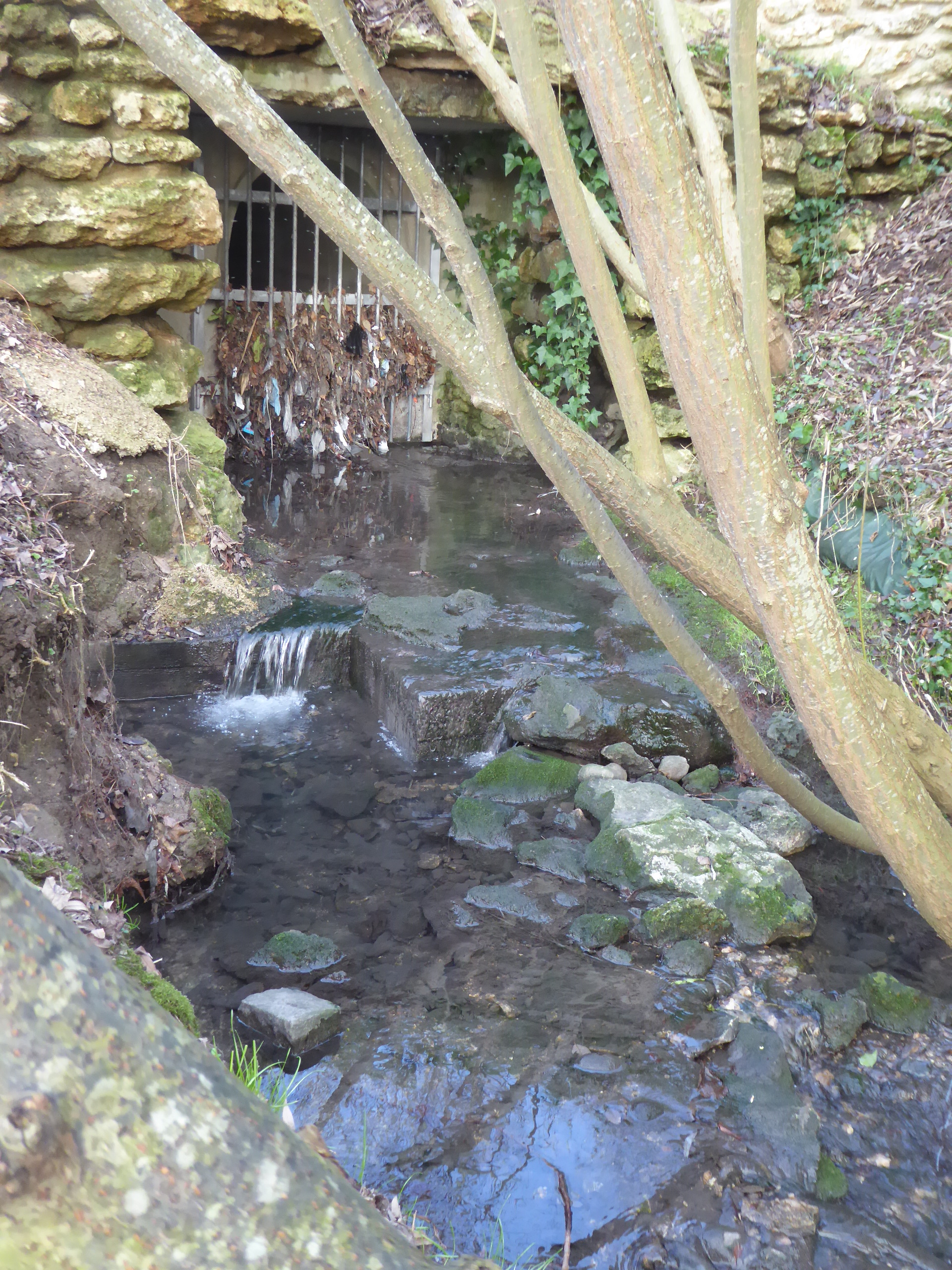
Source du ru de Rungis.

Le ru de Rungis prend sa source à Rungis dans un espace vert, la colline Cacao. Ce parc de 38 140 m2 est situé sur une ancienne carrière d'argile dont le nom proviendrait de déchets de coques de cacao déposés à cet endroit par une usine Rhône-Poulenc qui en utilisait dans la fabrication de médicaments dans les années 1930. Le ru de Rungis qui avait été enterré, a été remis à l’air et aménagé avec constitution de méandres et de plantations paysagères à l’intérieur du parc. Après un parcours à l’air libre de 500 m dans une direction nord-sud sur cet espace vert, le ruisseau s’oriente vers l’ouest et s’écoule dans un conduit souterrain sous une déchetterie puis sous le Domaine du château de Montjean à Wissous.
Le tracé du ru n’y est plus visible car le parc est situé sur des terrains sur lesquels les déblais de l’autoroute A6 ont été déversés lors de sa construction dans les années 1950 et 1960.
Le conduit du ruisseau est ainsi enfoui sous une épaisseur de plusieurs mètres de terre. Le ruisseau passe sous cette autoroute et ressort à l’air libre sur un tronçon où le ruisseau est également dénommé ru de Saint-Joie sur cette partie du territoire de la commune de Wissous. Le ru passe ensuite sous le chemin des Prés, parcourt toujours en eau vive, à Fresnes le parc des Aulnes puis le parc des sports, où il alimente l’étang de Tourvoie. En aval de ce plan d’eau, le ru de Rungis longe à l’air libre à l’intérieur du parc l’avenue du Parc-des-Sports puis entre en souterrain à partir de la porte d’accès au parc. Son cours est enterré sous l’avenue du 8-Mai-1945 et jusqu'à son confluent avec la Bièvre morte, un des deux bras de cette rivière également recouverte au début des années 1950, situé à proximité du croisement de la rue Yvon avec l’avenue Pasteur.
La longueur de son cours est de 5,7 km dont 1,6 km à l’air libre.

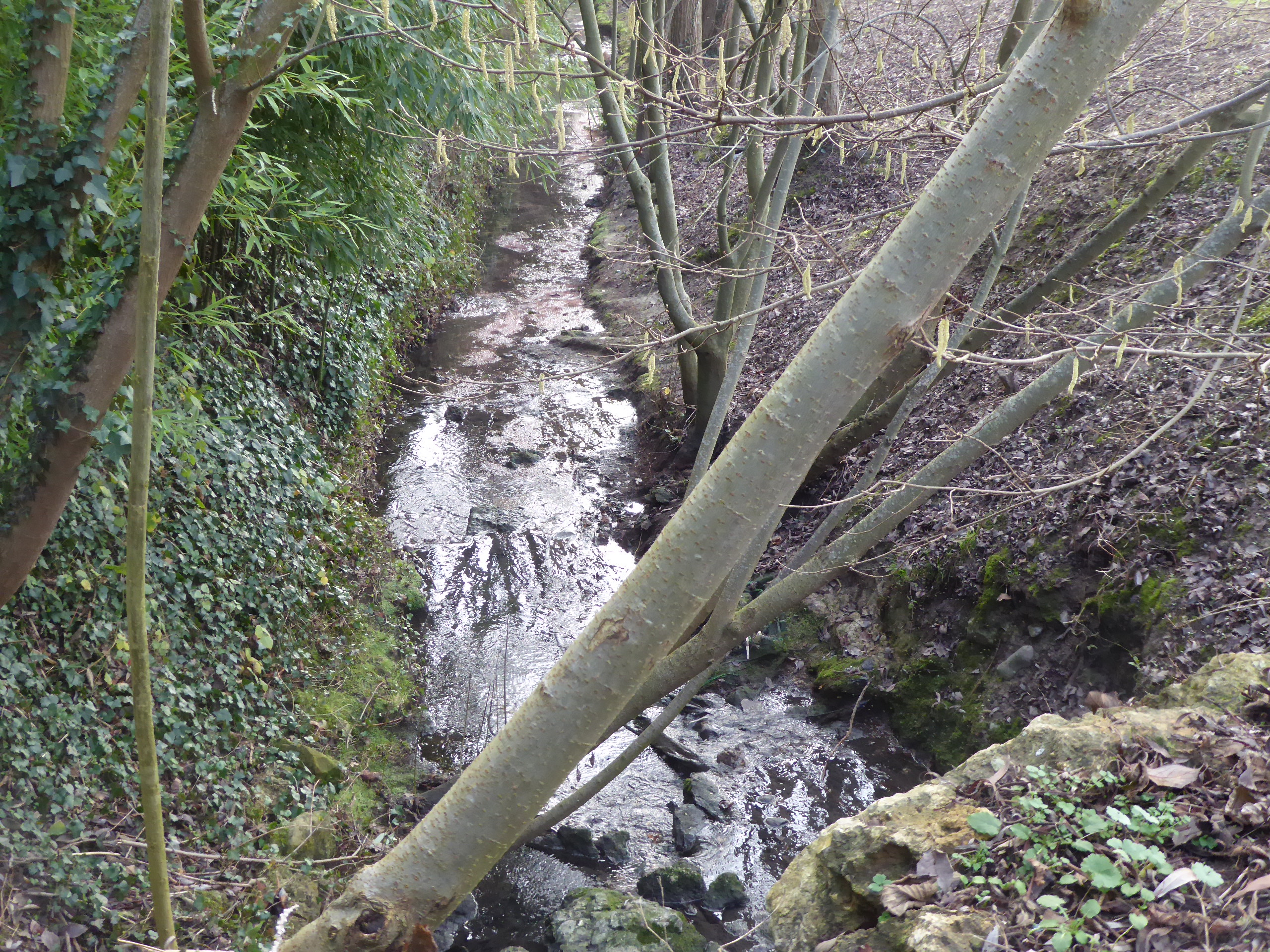
Source du ru de Rungis vers l'aval.
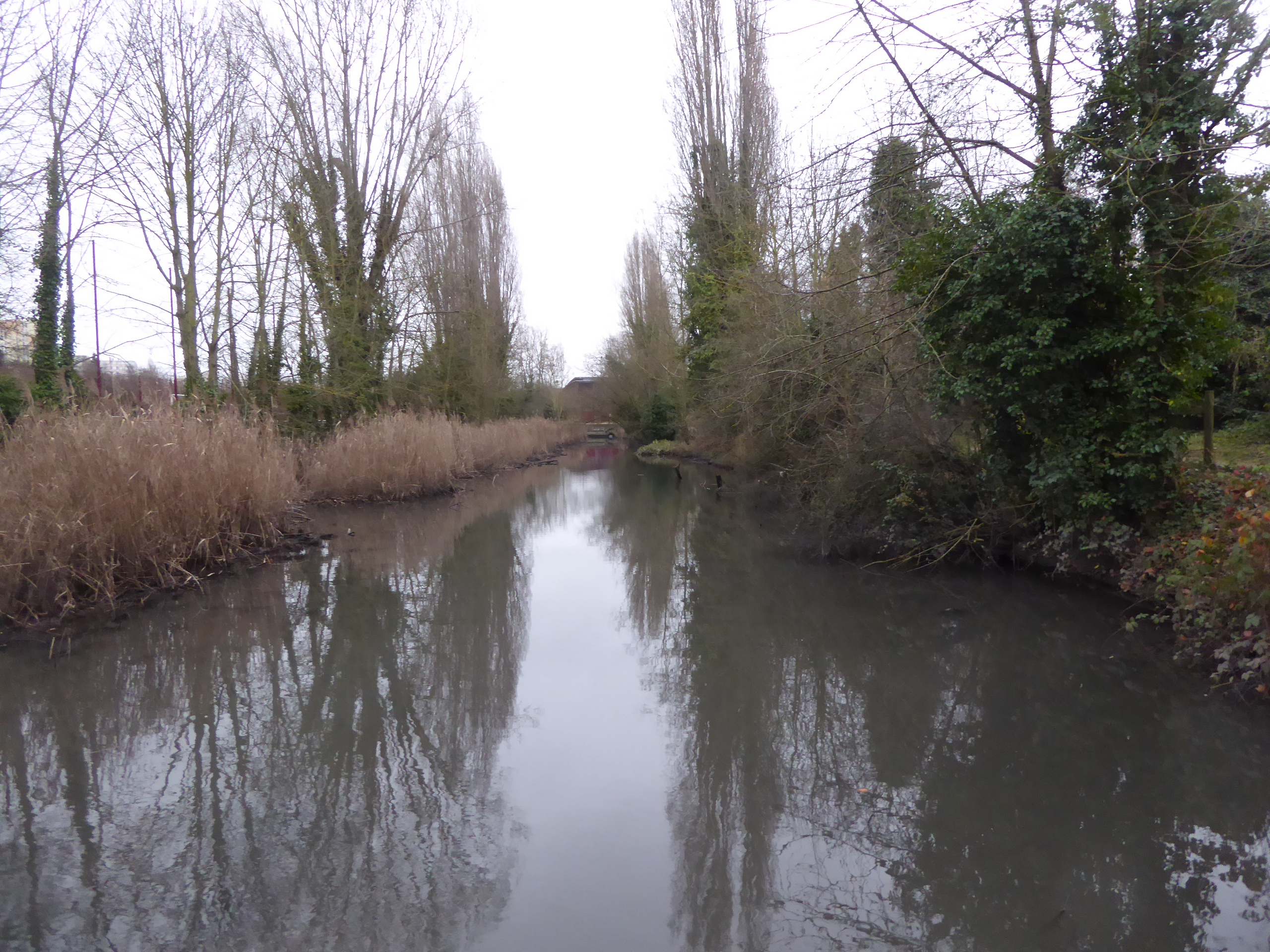
Etang de Tourvoie dans le parc des sports à Fresnes.
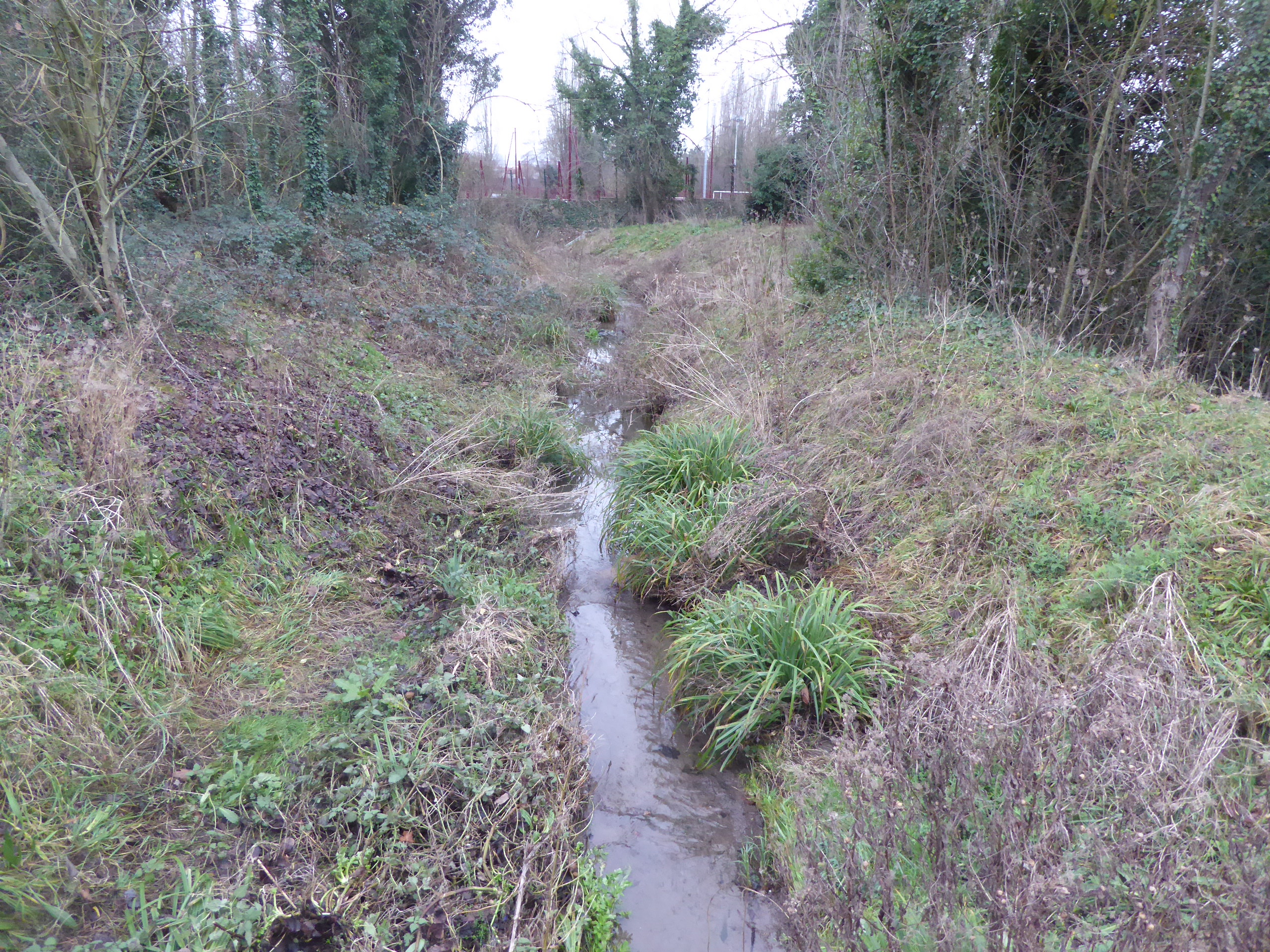
Ru de Rungis dans le parc des Sports.

## Aménagements
Après sa remise à l’air libre dans le parc de la colline Cacao au début du XXIe siècle, et à Wissous en 1997, le cours du ru de Rungis a été aménagé en 2015 dans le parc des Aulnes à Fresnes.

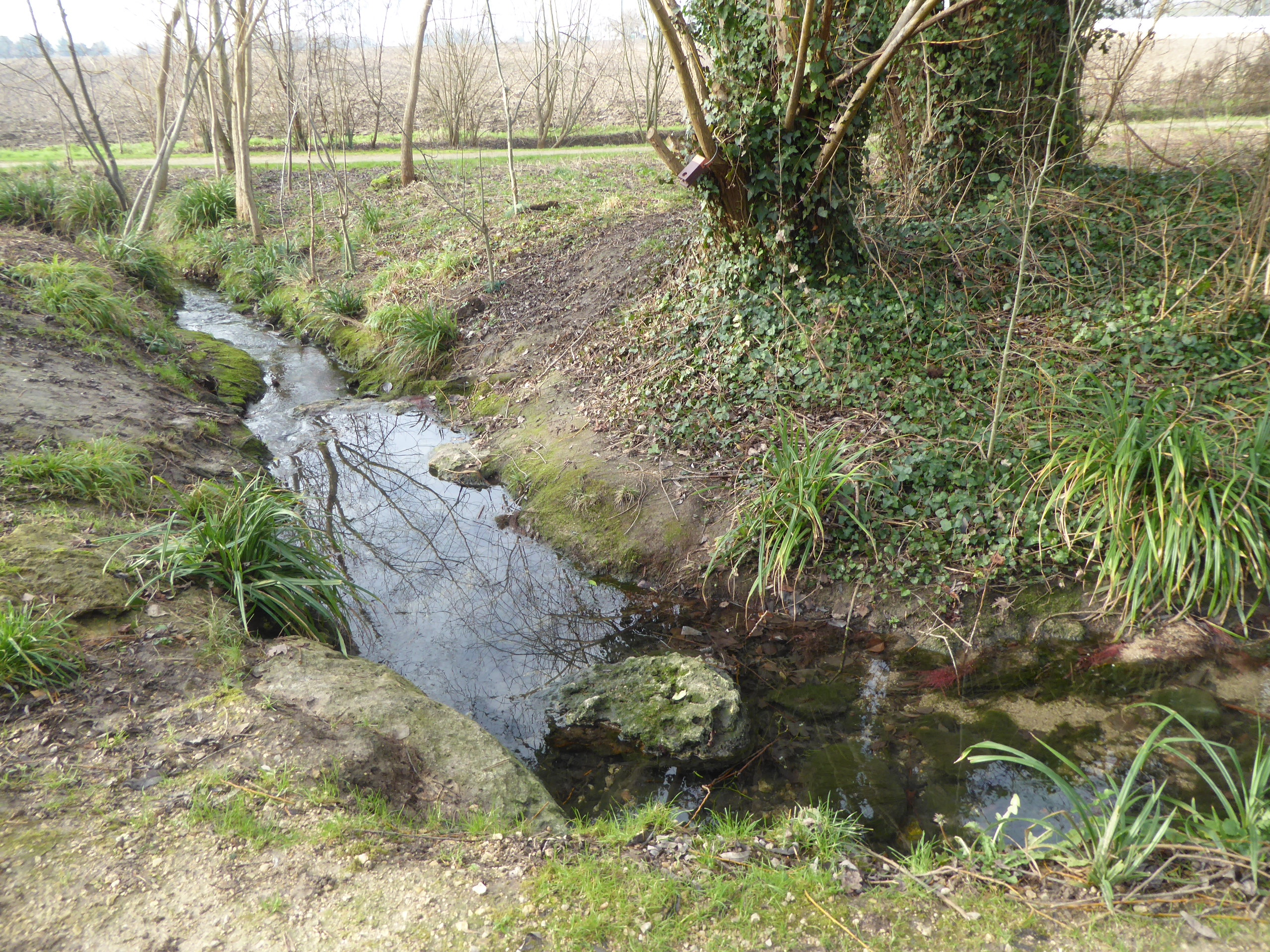
Méandres du ru de Rungis dans la colline Cacao.
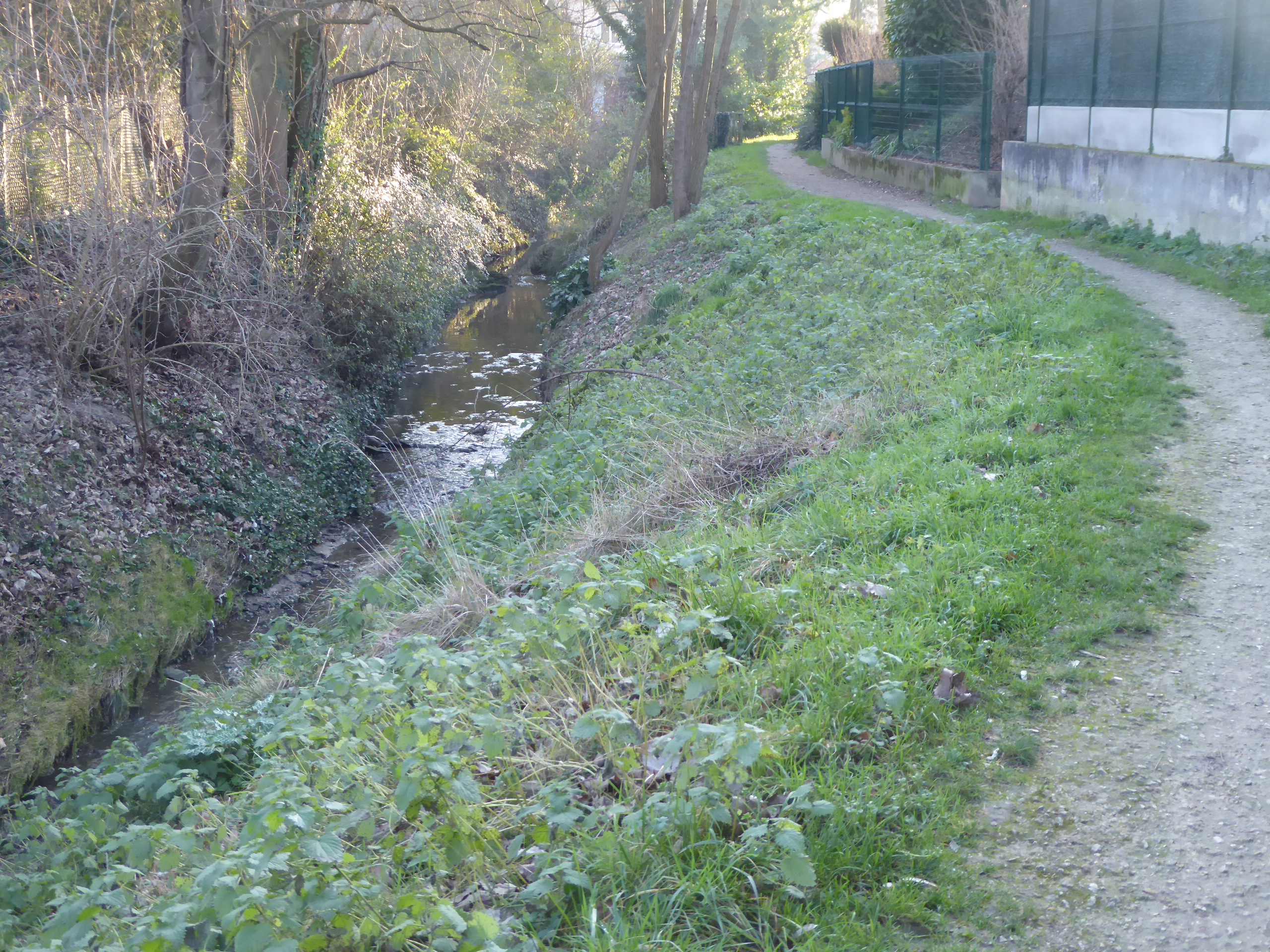
Ru des glaises longé par un sentier.
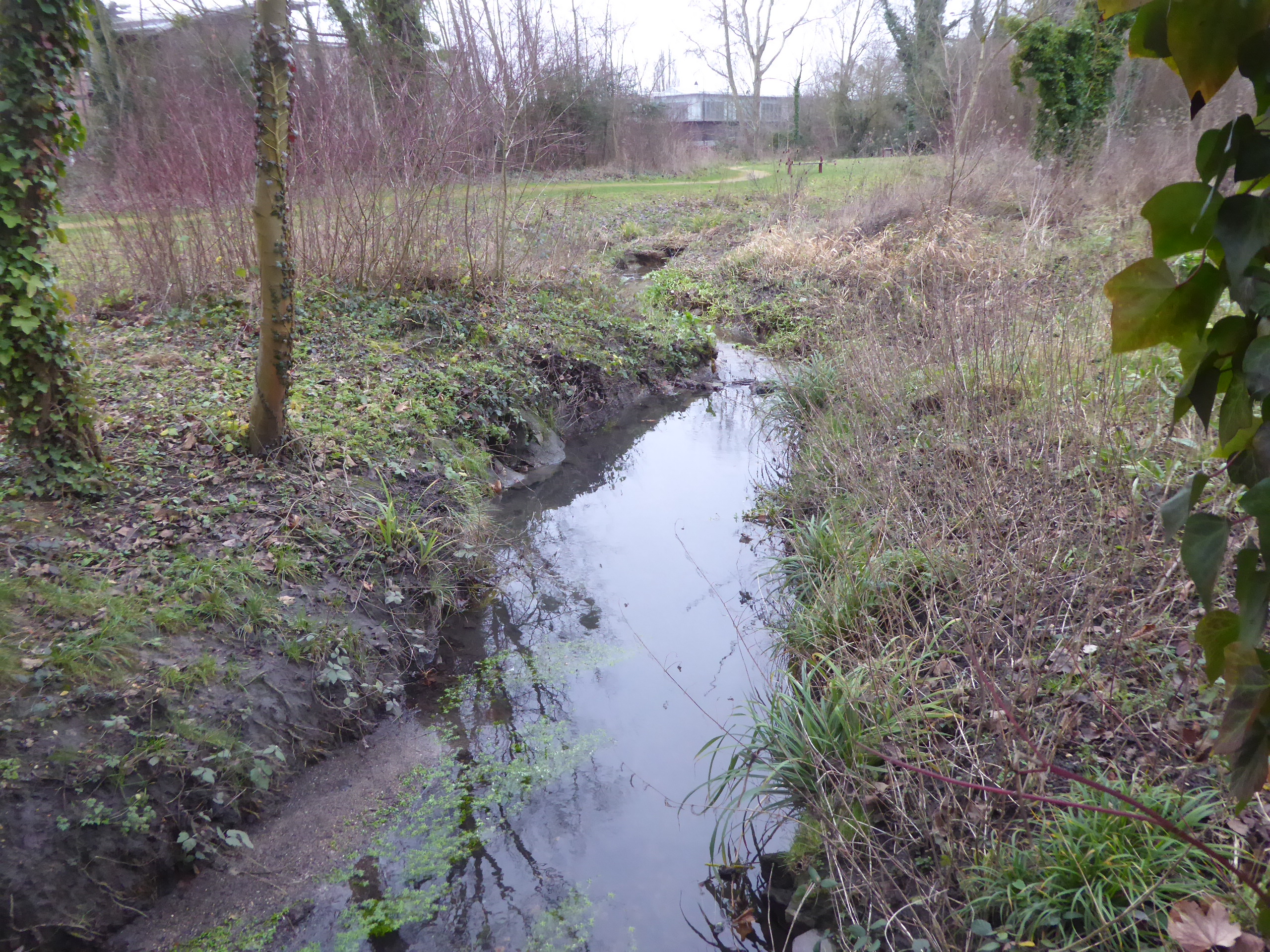
Ru de Rungis dans le parc des Aulnes.

## Affluent
Le ru de Rungis reçoit un affluent le ru des Glaises en souterrain sur sa rive gauche, en amont de la traversée de la route de Montjean et en contrebas du château de Montjean. Le ru des Glaises, entièrement situé dans le territoire de Wissous, a une longueur de 1,9 km.
Sa source dans le domaine Les Étangs - Espace Arthur-Clark à Wissous alimente une série de plans d’eau reliés par des chutes. Dans le prolongement, à la sortie du parc, le ru qui avait été enterré a été canalisé et remis au jour en 1997. Un sentier a été aménagé au bord du ruisseau à l’arrière des dépendances des pavillons jusqu’au boulevard Claude-Chauveau (anciennement boulevard de l’Europe), près de la ligne du RER C. Après le passage sous le RER, le ru est enterré jusqu’à son confluent.

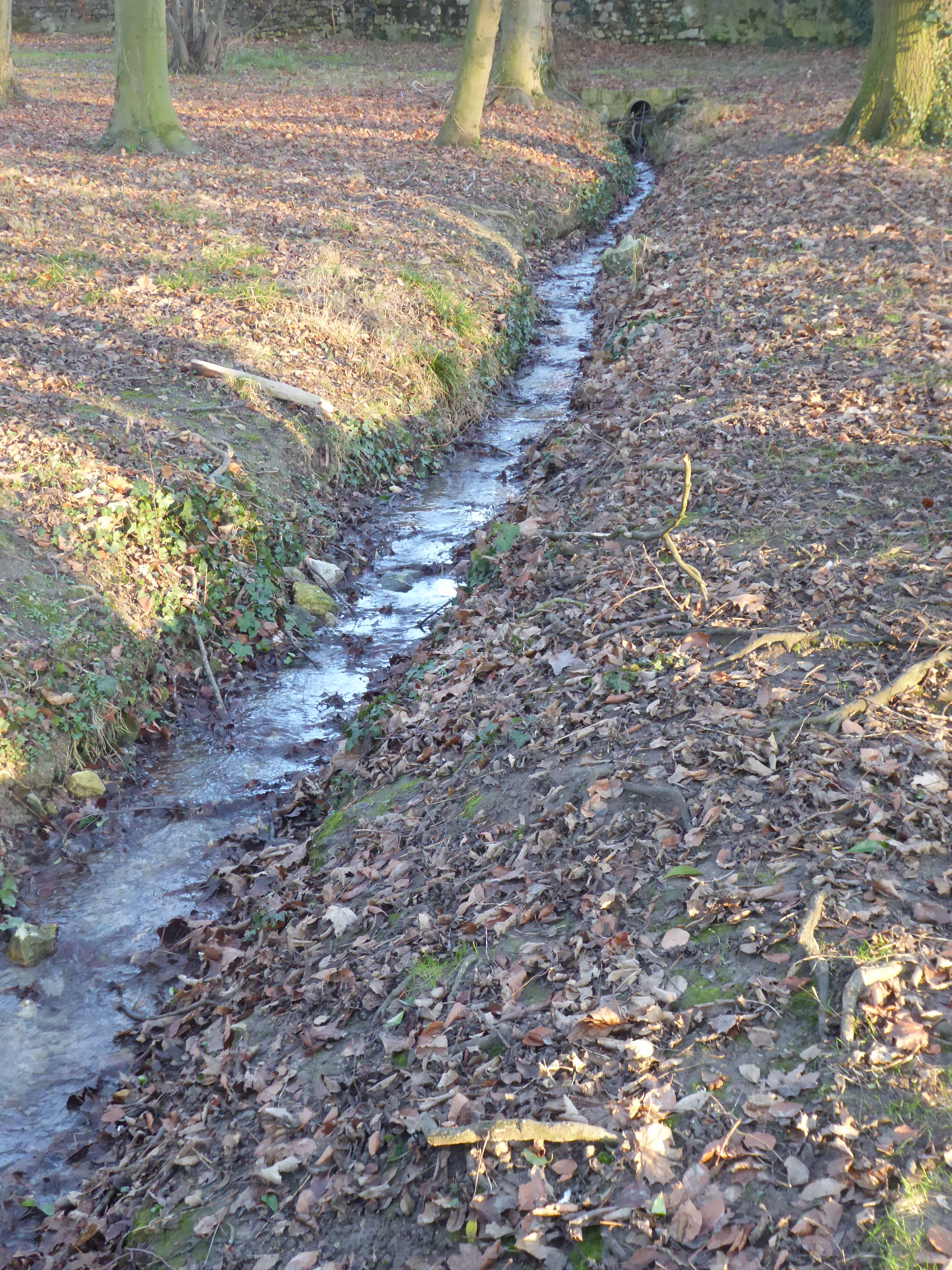
Source dans le parc Arthur-Clark.
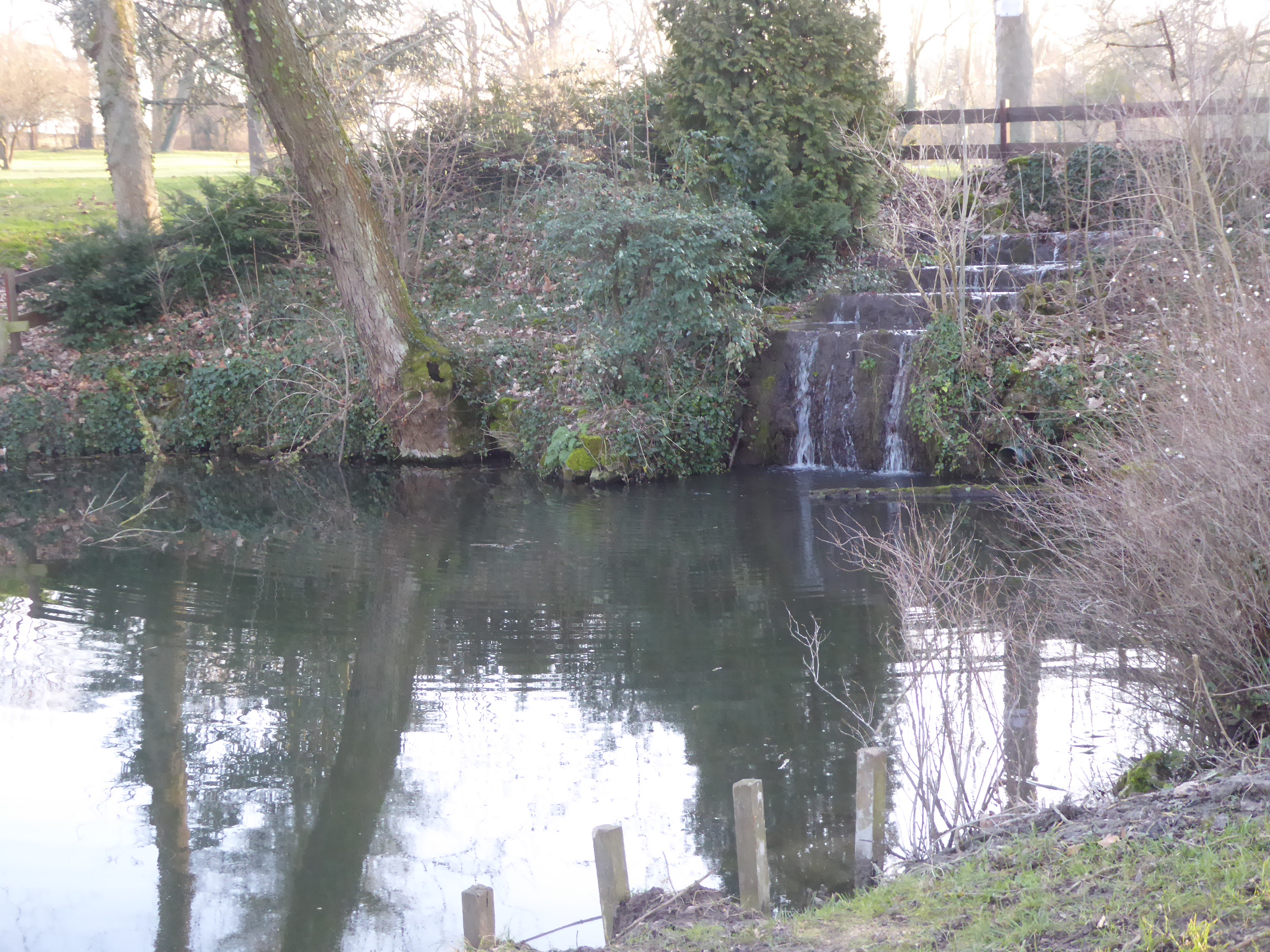
Cascade entre 2 étangs dans l'espace Arthur-Clark.
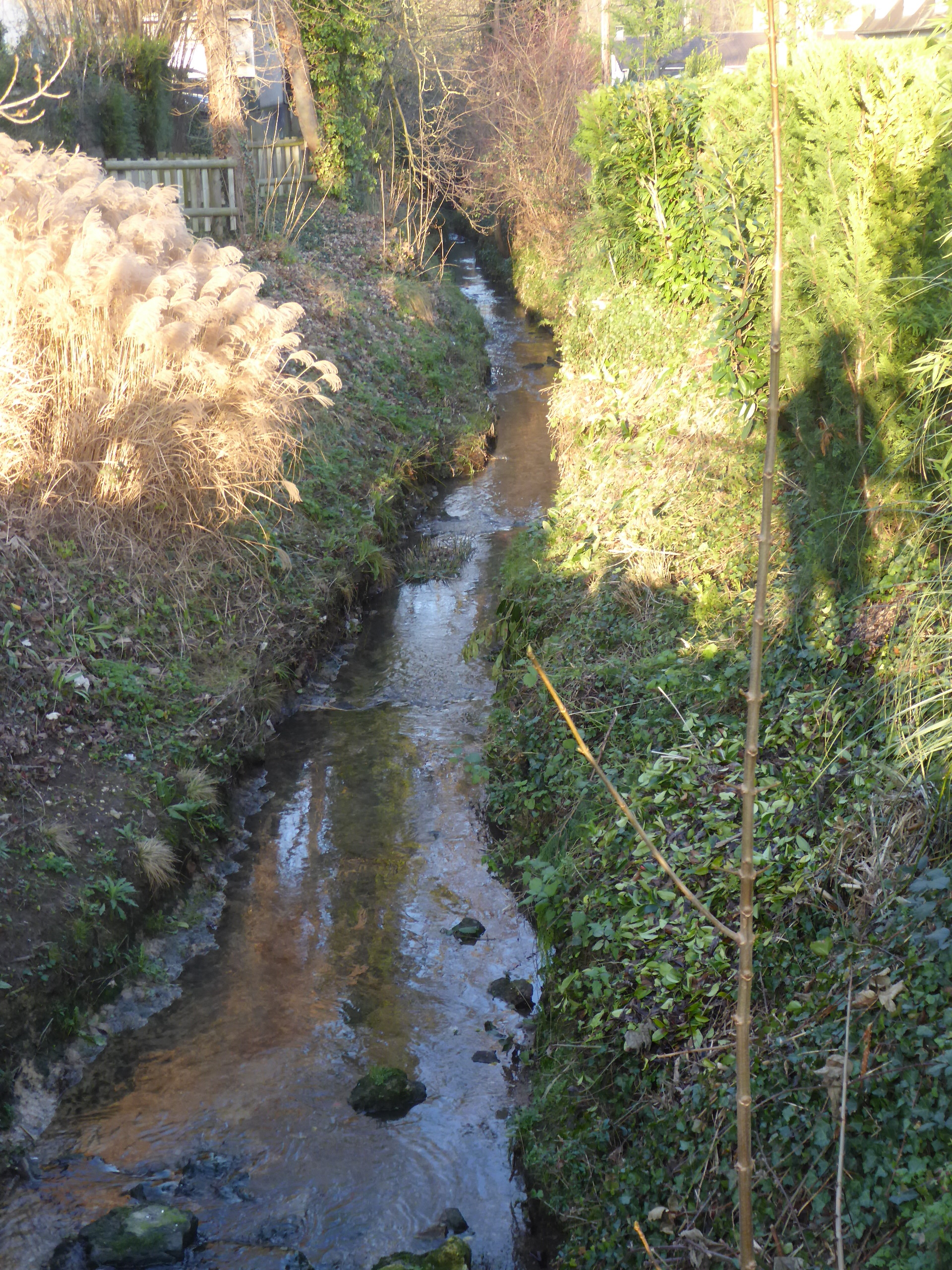
Ru des Glaises à Wissous.
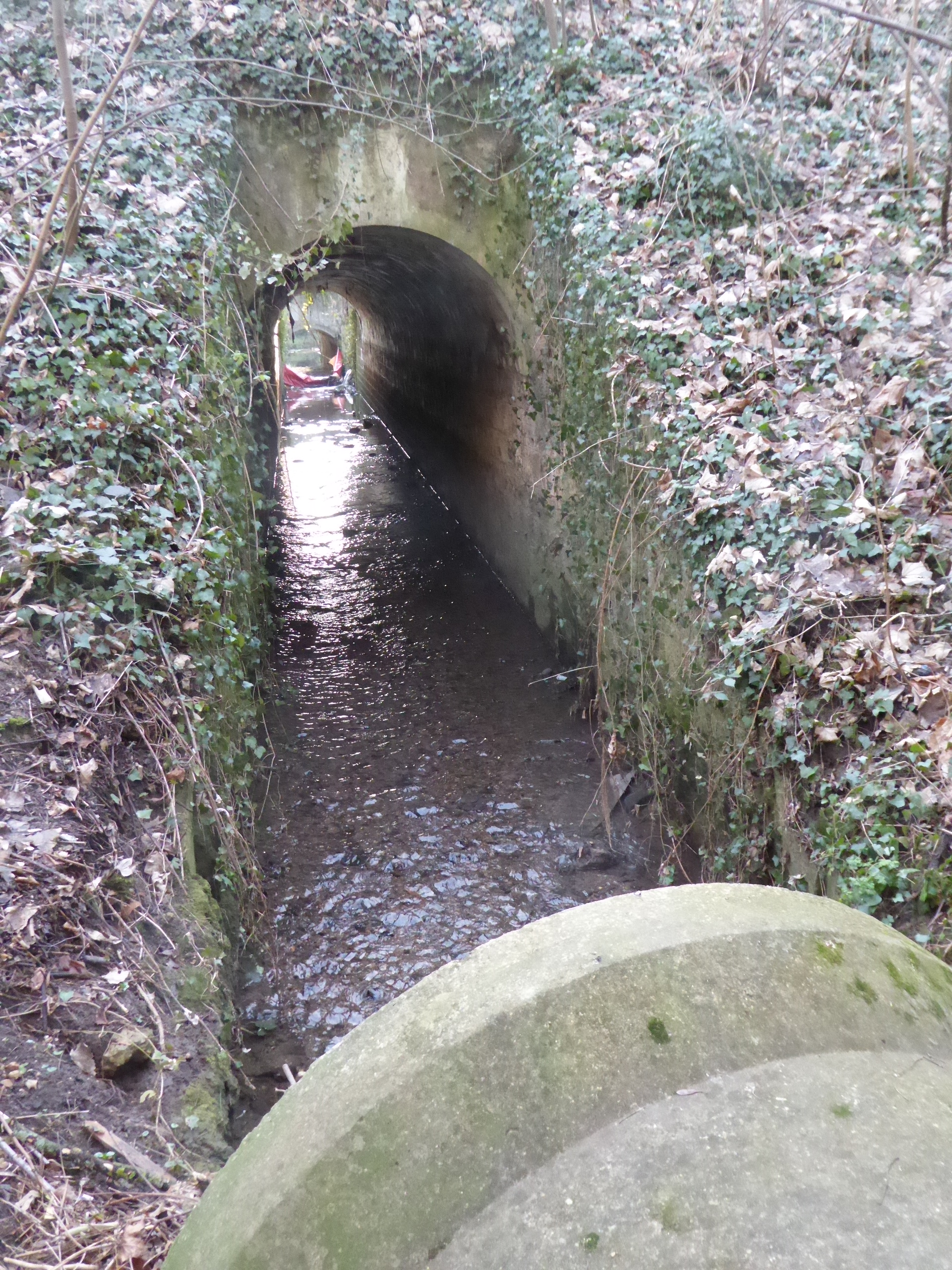
Ru des Glaises sous le pont du RER C.